# بوبر سرخاکستری
بوبر سرخاکستری (نام علمی: Phyllastrephus poliocephalus) نام یک گونه از سرده بوبرهای اصلی است.